# Großer Preis von Italien
Als Großer Preis von Italien (Gran Premio d’Italia) findet seit 1950 regelmäßig jährlich ein Formel-1-Rennen statt. Neben dem Großen Preis von Großbritannien ist der Große Preis von Italien das einzige Formel-1-Rennen, das seit der Gründung der Formel 1 lückenlos in jedem Jahr ausgetragen wurde.
Bis auf die Saison 1980 wurde der Große Preis von Italien immer auf dem Autodromo Nazionale Monza durchgeführt. 1980 war der Rennkurs Autodromo Enzo e Dino Ferrari in Imola Austragungsort.

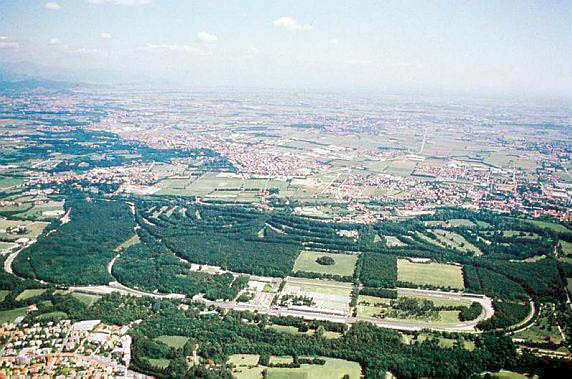
Luftbild des Autodromo Nazionale Monza
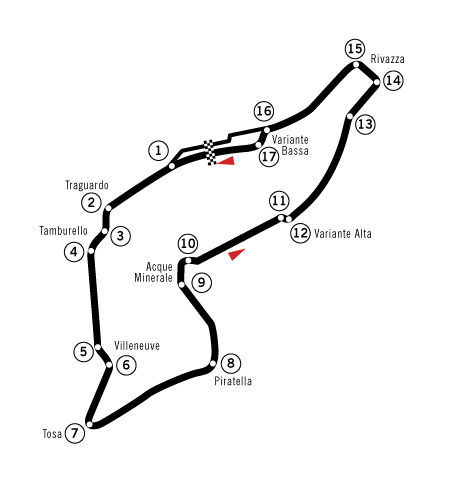
Autodromo Enzo e Dino Ferrari in Imola

## Ergebnisse
| Auflage | Jahr          | Strecke                       | Sieger                                            | Zweiter                                              | Dritter                                                                 | Pole-Position                                       | Schnellste Runde                                                   |
| ------- | ------------- | ----------------------------- | ------------------------------------------------- | ---------------------------------------------------- | ----------------------------------------------------------------------- | --------------------------------------------------- | ------------------------------------------------------------------ |
| 01      | 1921          | Montichiari                   | Jules Goux (Ballot)                               | Jean Chassagne (Ballot)                              | Louis Wagner (Fiat)                                                     | Louis Wagner (Fiat) (gesetzt)                       | Pietro Bordino (Fiat)                                              |
|         |               |                               |                                                   |                                                      |                                                                         |                                                     |                                                                    |
| 02      | 1922          | Monza                         | Pietro Bordino (Fiat)                             | Felice Nazzaro (Fiat)                                | Pierre de Vizcaya (Bugatti)                                             | Felice Nazzaro (Fiat) (gesetzt)                     | Pietro Bordino (Fiat)                                              |
| 03      | 1923          | Monza                         | Carlo Salamano (Fiat)                             | Felice Nazzaro (Fiat)                                | Jimmy Murphy (Miller)                                                   | Ferdinando Minoia (Benz & Cie.) (gesetzt)           | Pietro Bordino (Fiat)                                              |
| 04      | 1924          | Monza                         | Antonio Ascari (Alfa Romeo)                       | Louis Wagner (Alfa Romeo)                            | Giuseppe Campari / Cesare Pastore (Alfa Romeo)                          | Antonio Ascari (Alfa Romeo) (gesetzt)               | Antonio Ascari (Alfa Romeo)                                        |
| 05      | 1925          | Monza                         | Gastone Brilli-Peri (Alfa Romeo)                  | Giuseppe Campari / Giovanni Minozzi (Alfa Romeo)     | Bartolomeo Costantini (Bugatti)                                         | Emilio Materassi (Diatto) (gesetzt)                 | Peter Kreis (Duesenberg)                                           |
| 06      | 1926          | Monza                         | Louis Charavel (Bugatti)                          | Bartolomeo Costantini (Bugatti)                      | —                                                                       | Emilio Materassi (Maserati) (gesetzt)               | Bartolomeo Costantini (Bugatti)                                    |
| 07      | 1927          | Monza                         | Robert Benoist (Delage)                           | Giuseppe Morandi (OM)                                | Earl Cooper / Peter Kreis (Miller)                                      | Peter Kreis (Miller) (gesetzt)                      | Robert Benoist (Delage)                                            |
| 08      | 1928          | Monza                         | Louis Chiron (Bugatti)                            | Giuseppe Campari / Achille Varzi (Alfa Romeo)        | Tazio Nuvolari (Bugatti)                                                | Baconin Borzacchini (Maserati) (ausgelost)          | Luigi Arcangeli (Talbot)                                           |
|         | 1929 und 1930 | kein Großer Preis von Italien | kein Großer Preis von Italien                     | kein Großer Preis von Italien                        | kein Großer Preis von Italien                                           | kein Großer Preis von Italien                       | kein Großer Preis von Italien                                      |
| 09      | 1931          | Monza                         | Giuseppe Campari / Tazio Nuvolari (Alfa Romeo)    | Ferdinando Minoia / Baconin Borzacchini (Alfa Romeo) | Albert Divo / Guy Bouriat (Bugatti)                                     | Robert Sénéchal / Henri Frètet (Delage) (ausgelost) | Giuseppe Campari (Alfa Romeo)                                      |
| 10      | 1932          | Monza                         | Tazio Nuvolari (Alfa Romeo)                       | Luigi Fagioli (Maserati)                             | Baconin Borzacchini / Attilio Marinoni / Rudolf Caracciola (Alfa Romeo) | Baconin Borzacchini (Alfa Romeo) (gesetzt)          | Tazio Nuvolari (Alfa Romeo)                                        |
| 11      | 1933          | Monza                         | Luigi Fagioli (Alfa Romeo)                        | Tazio Nuvolari (Maserati)                            | Goffredo Zehender (Maserati)                                            | Eugenio Siena (Alfa Romeo) (gesetzt)                | Luigi Fagioli (Alfa Romeo)                                         |
| 12      | 1934          | Monza                         | Rudolf Caracciola / Luigi Fagioli (Mercedes-Benz) | Hermann zu Leiningen / Hans Stuck (Auto Union)       | Gianfranco Comotti / Carlo Felice Trossi (Alfa Romeo)                   | Rudolf Caracciola (Mercedes-Benz) (ausgelost)       | Hans Stuck (Auto Union)                                            |
| 13      | 1935          | Monza                         | Hans Stuck (Auto Union)                           | René Dreyfus / Tazio Nuvolari (Alfa Romeo)           | Paul Pietsch / Bernd Rosemeyer (Auto Union)                             | Giuseppe Farina (Maserati) (ausgelost)              | Tazio Nuvolari (Alfa Romeo)                                        |
| 14      | 1936          | Monza                         | Bernd Rosemeyer (Auto Union)                      | Tazio Nuvolari (Alfa Romeo)                          | Ernst von Delius (Auto Union)                                           | Bernd Rosemeyer (Auto Union)                        | Bernd Rosemeyer (Auto Union)                                       |
|         |               |                               |                                                   |                                                      |                                                                         |                                                     |                                                                    |
| 15      | 1937          | Livorno                       | Rudolf Caracciola (Mercedes-Benz)                 | Hermann Lang (Mercedes-Benz)                         | Bernd Rosemeyer (Auto Union)                                            | Rudolf Caracciola (Mercedes-Benz)                   | Rudolf Caracciola (Mercedes-Benz) und Hermann Lang (Mercedes-Benz) |
|         |               |                               |                                                   |                                                      |                                                                         |                                                     |                                                                    |
| 16      | 1938          | Monza                         | Tazio Nuvolari (Auto Union)                       | Giuseppe Farina (Alfa Romeo)                         | Manfred von Brauchitsch / Rudolf Caracciola (Mercedes-Benz)             | Hermann Lang (Mercedes-Benz)                        | Hermann Lang (Mercedes-Benz)                                       |
|         | 1939 bis 1946 | kein Großer Preis von Italien | kein Großer Preis von Italien                     | kein Großer Preis von Italien                        | kein Großer Preis von Italien                                           | kein Großer Preis von Italien                       | kein Großer Preis von Italien                                      |
|         |               |                               |                                                   |                                                      |                                                                         |                                                     |                                                                    |
| 1171    | 1947          | Parco Sempione                | Carlo Felice Trossi (Alfa Romeo)                  | Achille Varzi (Alfa Romeo)                           | Consalvo Sanesi (Alfa Romeo)                                            | Consalvo Sanesi (Alfa Romeo)                        | Carlo Felice Trossi (Alfa Romeo)                                   |
|         |               |                               |                                                   |                                                      |                                                                         |                                                     |                                                                    |
| 2181    | 1948          | Parco del Valentino           | Jean-Pierre Wimille (Alfa Romeo)                  | Luigi Villoresi (Maserati)                           | Raymond Sommer (Ferrari)                                                | Jean-Pierre Wimille (Alfa Romeo)                    | Jean-Pierre Wimille (Alfa Romeo)                                   |
|         |               |                               |                                                   |                                                      |                                                                         |                                                     |                                                                    |
| 3191    | 1949          | Monza                         | Alberto Ascari (Ferrari)                          | Philippe Étancelin (Talbot-Lago-Talbot)              | B. Bira (Maserati)                                                      | Alberto Ascari (Ferrari)                            | Alberto Ascari (Ferrari)                                           |
| 21      | 1950          | Monza                         | Giuseppe Farina (Alfa Romeo)                      | Alberto Ascari / Dorino Serafini (Ferrari)           | Luigi Fagioli (Alfa Romeo)                                              | Juan Manuel Fangio (Alfa Romeo)                     | Juan Manuel Fangio (Alfa Romeo)                                    |
| 22      | 1951          | Monza                         | Alberto Ascari (Ferrari)                          | José Froilán González (Ferrari)                      | Felice Bonetto / Giuseppe Farina (Alfa Romeo)                           | Juan Manuel Fangio (Alfa Romeo)                     | Giuseppe Farina (Alfa Romeo)                                       |
| 23      | 1952          | Monza                         | Alberto Ascari (Ferrari)                          | José Froilán González (Maserati)                     | Luigi Villoresi (Ferrari)                                               | Alberto Ascari (Ferrari)                            | José Froilán González und Alberto Ascari (Ferrari)                 |
| 24      | 1953          | Monza                         | Juan Manuel Fangio (Maserati)                     | Giuseppe Farina (Ferrari)                            | Luigi Villoresi (Ferrari)                                               | Alberto Ascari (Ferrari)                            | Juan Manuel Fangio (Maserati)                                      |
| 25      | 1954          | Monza                         | Juan Manuel Fangio (Mercedes-Benz)                | Mike Hawthorn (Ferrari)                              | José Froilán González / Umberto Maglioli (Ferrari)                      | Juan Manuel Fangio (Mercedes-Benz)                  | José Froilán González (Ferrari)                                    |
| 26      | 1955          | Monza                         | Juan Manuel Fangio (Mercedes-Benz)                | Piero Taruffi (Mercedes-Benz)                        | Eugenio Castellotti (Ferrari)                                           | Juan Manuel Fangio (Mercedes-Benz)                  | Stirling Moss (Mercedes-Benz)                                      |
| 27      | 1956          | Monza                         | Stirling Moss (Maserati)                          | Peter Collins / Juan Manuel Fangio (Ferrari)         | Ron Flockhart (Connaught-Alta)                                          | Juan Manuel Fangio (Ferrari)                        | Stirling Moss (Maserati)                                           |
| 28      | 1957          | Monza                         | Stirling Moss (Vanwall)                           | Juan Manuel Fangio (Maserati)                        | Wolfgang von Trips (Ferrari)                                            | Stuart Lewis-Evans (Vanwall)                        | Tony Brooks (Vanwall)                                              |
| 29      | 1958          | Monza                         | Tony Brooks (Vanwall)                             | Mike Hawthorn (Ferrari)                              | Phil Hill (Ferrari)                                                     | Stirling Moss (Vanwall)                             | Phil Hill (Ferrari)                                                |
| 30      | 1959          | Monza                         | Stirling Moss (Cooper-Climax)                     | Phil Hill (Ferrari)                                  | Jack Brabham (Cooper-Climax)                                            | Stirling Moss (Cooper-Climax)                       | Phil Hill (Ferrari)                                                |
| 31      | 1960          | Monza                         | Phil Hill (Ferrari)                               | Richie Ginther (Ferrari)                             | Willy Mairesse (Ferrari)                                                | Phil Hill (Ferrari)                                 | Phil Hill (Ferrari)                                                |
| 32      | 1961          | Monza                         | Phil Hill (Ferrari)                               | Dan Gurney (Porsche)                                 | Bruce McLaren (Cooper-Climax)                                           | Wolfgang von Trips (Ferrari)                        | Giancarlo Baghetti (Ferrari)                                       |
| 33      | 1962          | Monza                         | Graham Hill (B.R.M.)                              | Richie Ginther (B.R.M.)                              | Bruce McLaren (Cooper-Climax)                                           | Jim Clark (Lotus-Climax)                            | Graham Hill (B.R.M.)                                               |
| 34      | 1963          | Monza                         | Jim Clark (Lotus-Climax)                          | Richie Ginther (B.R.M.)                              | Bruce McLaren (Cooper-Climax)                                           | John Surtees (Ferrari)                              | Jim Clark (Lotus-Climax)                                           |
| 35      | 1964          | Monza                         | John Surtees (Ferrari)                            | Bruce McLaren (Cooper-Climax)                        | Lorenzo Bandini (Ferrari)                                               | John Surtees (Ferrari)                              | John Surtees (Ferrari)                                             |
| 36      | 1965          | Monza                         | Jackie Stewart (B.R.M.)                           | Graham Hill (B.R.M.)                                 | Dan Gurney (Brabham-Climax)                                             | Jim Clark (Lotus-Climax)                            | Jim Clark (Lotus-Climax)                                           |
| 37      | 1966          | Monza                         | Ludovico Scarfiotti (Ferrari)                     | Mike Parkes (Ferrari)                                | Denis Hulme (Brabham-Repco)                                             | Mike Parkes (Ferrari)                               | Ludovico Scarfiotti (Ferrari)                                      |
| 38      | 1967          | Monza                         | John Surtees (Honda)                              | Jack Brabham (Brabham-Repco)                         | Jim Clark (Lotus-Ford)                                                  | Jim Clark (Lotus-Ford)                              | Jim Clark (Lotus-Ford)                                             |
| 39      | 1968          | Monza                         | Denis Hulme (McLaren-Ford)                        | Johnny Servoz-Gavin (Matra-Ford)                     | Jacky Ickx (Ferrari)                                                    | John Surtees (Honda)                                | Jackie Oliver (Lotus-Ford)                                         |
| 40      | 1969          | Monza                         | Jackie Stewart (Matra-Ford)                       | Jochen Rindt (Lotus-Ford)                            | Jean-Pierre Beltoise (Matra-Ford)                                       | Jochen Rindt (Lotus-Ford)                           | Jean-Pierre Beltoise (Matra-Ford)                                  |
| 41      | 1970          | Monza                         | Clay Regazzoni (Ferrari)                          | Jackie Stewart (Matra-Ford)                          | Jean-Pierre Beltoise (Matra)                                            | Jacky Ickx (Ferrari)                                | Clay Regazzoni (Ferrari)                                           |
| 42      | 1971          | Monza                         | Peter Gethin (B.R.M.)                             | Ronnie Peterson (Matra-Ford)                         | François Cevert (Tyrrell-Ford)                                          | Chris Amon (Matra)                                  | Henri Pescarolo (Matra-Ford)                                       |
| 43      | 1972          | Monza                         | Emerson Fittipaldi (Lotus-Ford)                   | Mike Hailwood (Surtees-Ford)                         | Denis Hulme (McLaren-Ford)                                              | Jacky Ickx (Ferrari)                                | Jacky Ickx (Ferrari)                                               |
| 44      | 1973          | Monza                         | Ronnie Peterson (Lotus-Ford)                      | Emerson Fittipaldi (Lotus-Ford)                      | Peter Revson (McLaren-Ford)                                             | Ronnie Peterson (Lotus-Ford)                        | Jackie Stewart (Tyrrell-Ford)                                      |
| 45      | 1974          | Monza                         | Ronnie Peterson (Lotus-Ford)                      | Emerson Fittipaldi (McLaren-Ford)                    | Jody Scheckter (Tyrrell-Ford)                                           | Niki Lauda (Ferrari)                                | Carlos Pace (Brabham-Ford)                                         |
| 46      | 1975          | Monza                         | Clay Regazzoni (Ferrari)                          | Emerson Fittipaldi (McLaren-Ford)                    | Niki Lauda (Ferrari)                                                    | Niki Lauda (Ferrari)                                | Clay Regazzoni (Ferrari)                                           |
| 47      | 1976          | Monza                         | Ronnie Peterson (March-Ford)                      | Clay Regazzoni (Ferrari)                             | Jacques Laffite (Ligier-Matra)                                          | Jacques Laffite (Ligier-Matra)                      | Ronnie Peterson (Matra-Ford)                                       |
| 48      | 1977          | Monza                         | Mario Andretti (Lotus-Ford)                       | Niki Lauda (Ferrari)                                 | Alan Jones (Shadow-Ford)                                                | James Hunt (McLaren-Ford)                           | Mario Andretti (Lotus-Ford)                                        |
| 49      | 1978          | Monza                         | Niki Lauda (Brabham-Alfa Romeo)                   | John Watson (Brabham-Alfa Romeo)                     | Carlos Reutemann (Ferrari)                                              | Mario Andretti (Lotus-Ford)                         | Mario Andretti (Lotus-Ford)                                        |
| 50      | 1979          | Monza                         | Jody Scheckter (Ferrari)                          | Gilles Villeneuve (Ferrari)                          | Clay Regazzoni (Williams-Ford)                                          | Jean-Pierre Jabouille (Renault)                     | Clay Regazzoni (Williams-Ford)                                     |
|         |               |                               |                                                   |                                                      |                                                                         |                                                     |                                                                    |
| 51      | 1980          | Imola                         | Nelson Piquet (Brabham-Ford)                      | Alan Jones (Williams-Ford)                           | Carlos Reutemann (Williams-Ford)                                        | René Arnoux (Renault)                               | Alan Jones (Williams-Ford)                                         |
|         |               |                               |                                                   |                                                      |                                                                         |                                                     |                                                                    |
| 52      | 1981          | Monza                         | Alain Prost (Renault)                             | Alan Jones (Williams-Ford)                           | Carlos Reutemann (Williams-Ford)                                        | René Arnoux (Renault)                               | Carlos Reutemann (Williams-Ford)                                   |
| 53      | 1982          | Monza                         | René Arnoux (Renault)                             | Patrick Tambay (Ferrari)                             | Mario Andretti (Ferrari)                                                | Mario Andretti (Ferrari)                            | René Arnoux (Renault)                                              |
| 54      | 1983          | Monza                         | Nelson Piquet (Brabham-BMW)                       | René Arnoux (Ferrari)                                | Eddie Cheever (Renault)                                                 | Riccardo Patrese (Brabham-BMW)                      | Nelson Piquet (Brabham-BMW)                                        |
| 55      | 1984          | Monza                         | Niki Lauda (McLaren-TAG)                          | Michele Alboreto (Ferrari)                           | Riccardo Patrese (Alfa Romeo)                                           | Nelson Piquet (Brabham-BMW)                         | Niki Lauda (McLaren-TAG)                                           |
| 56      | 1985          | Monza                         | Alain Prost (McLaren-TAG)                         | Nelson Piquet (Brabham-BMW)                          | Ayrton Senna (Lotus-Renault)                                            | Ayrton Senna (Lotus-Renault)                        | Nigel Mansell (Williams-Honda)                                     |
| 57      | 1986          | Monza                         | Nelson Piquet (Williams-Honda)                    | Nigel Mansell (Williams-Honda)                       | Stefan Johansson (Ferrari)                                              | Teo Fabi (Benetton-BMW)                             | Teo Fabi (Benetton-BMW)                                            |
| 58      | 1987          | Monza                         | Nelson Piquet (Williams-Honda)                    | Ayrton Senna (Lotus-Honda)                           | Nigel Mansell (Williams-Honda)                                          | Nelson Piquet (Williams-Honda)                      | Ayrton Senna (Lotus-Honda)                                         |
| 59      | 1988          | Monza                         | Gerhard Berger (Ferrari)                          | Michele Alboreto (Ferrari)                           | Eddie Cheever (Arrows-Megatron)                                         | Ayrton Senna (McLaren-Honda)                        | Michele Alboreto (Ferrari)                                         |
| 60      | 1989          | Monza                         | Alain Prost (McLaren-Honda)                       | Gerhard Berger (Ferrari)                             | Thierry Boutsen (Williams-Renault)                                      | Ayrton Senna (McLaren-Honda)                        | Alain Prost (McLaren-Honda)                                        |
| 61      | 1990          | Monza                         | Ayrton Senna (McLaren-Honda)                      | Alain Prost (Ferrari)                                | Gerhard Berger (McLaren-Honda)                                          | Ayrton Senna (McLaren-Honda)                        | Ayrton Senna (McLaren-Honda)                                       |
| 62      | 1991          | Monza                         | Nigel Mansell (Williams-Renault)                  | Ayrton Senna (McLaren-Honda)                         | Alain Prost (Ferrari)                                                   | Ayrton Senna (McLaren-Honda)                        | Ayrton Senna (McLaren-Honda)                                       |
| 63      | 1992          | Monza                         | Ayrton Senna (McLaren-Honda)                      | Martin Brundle (Benetton-Ford)                       | Michael Schumacher (Benetton-Ford)                                      | Nigel Mansell (Williams-Renault)                    | Nigel Mansell (Williams-Renault)                                   |
| 64      | 1993          | Monza                         | Damon Hill (Williams-Renault)                     | Jean Alesi (Ferrari)                                 | Michael Andretti (McLaren-Ford)                                         | Alain Prost (Williams-Renault)                      | Damon Hill (Williams-Renault)                                      |
| 65      | 1994          | Monza                         | Damon Hill (Williams-Renault)                     | Gerhard Berger (Ferrari)                             | Mika Häkkinen (McLaren-Peugeot)                                         | Jean Alesi (Ferrari)                                | Damon Hill (Williams-Renault)                                      |
| 66      | 1995          | Monza                         | Johnny Herbert (Benetton-Renault)                 | Mika Häkkinen (McLaren-Mercedes)                     | Heinz-Harald Frentzen (Sauber-Ford)                                     | David Coulthard (Williams-Renault)                  | Gerhard Berger (Ferrari)                                           |
| 67      | 1996          | Monza                         | Michael Schumacher (Ferrari)                      | Jean Alesi (Benetton-Renault)                        | Mika Häkkinen (McLaren-Mercedes)                                        | Damon Hill (Williams-Renault)                       | Michael Schumacher (Ferrari)                                       |
| 68      | 1997          | Monza                         | David Coulthard (McLaren-Mercedes)                | Jean Alesi (Benetton-Renault)                        | Heinz-Harald Frentzen (Williams-Renault)                                | Jean Alesi (Benetton-Renault)                       | Mika Häkkinen (McLaren-Mercedes)                                   |
| 69      | 1998          | Monza                         | Michael Schumacher (Ferrari)                      | Eddie Irvine (Ferrari)                               | Ralf Schumacher (Jordan-Mugen-Honda)                                    | Michael Schumacher (Ferrari)                        | Mika Häkkinen (McLaren-Mercedes)                                   |
| 70      | 1999          | Monza                         | Heinz-Harald Frentzen (Jordan-Mugen-Honda)        | Ralf Schumacher (Williams-Supertec)                  | Mika Salo (Ferrari)                                                     | Mika Häkkinen (McLaren-Mercedes)                    | Ralf Schumacher (Williams-Supertec)                                |
| 71      | 2000          | Monza                         | Michael Schumacher (Ferrari)                      | Mika Häkkinen (McLaren-Mercedes)                     | Ralf Schumacher (Williams-BMW)                                          | Michael Schumacher (Ferrari)                        | Mika Häkkinen (McLaren-Mercedes)                                   |
| 72      | 2001          | Monza                         | Juan Pablo Montoya (Williams-BMW)                 | Rubens Barrichello (Ferrari)                         | Ralf Schumacher (Williams-BMW)                                          | Juan Pablo Montoya (Williams-BMW)                   | Ralf Schumacher (Williams-BMW)                                     |
| 73      | 2002          | Monza                         | Rubens Barrichello (Ferrari)                      | Michael Schumacher (Ferrari)                         | Eddie Irvine (Jaguar-Cosworth)                                          | Juan Pablo Montoya (Williams-BMW)                   | Rubens Barrichello (Ferrari)                                       |
| 74      | 2003          | Monza                         | Michael Schumacher (Ferrari)                      | Juan Pablo Montoya (Williams-BMW)                    | Rubens Barrichello (Ferrari)                                            | Michael Schumacher (Ferrari)                        | Michael Schumacher (Ferrari)                                       |
| 75      | 2004          | Monza                         | Rubens Barrichello (Ferrari)                      | Michael Schumacher (Ferrari)                         | Jenson Button (BAR-Honda)                                               | Rubens Barrichello (Ferrari)                        | Rubens Barrichello (Ferrari)                                       |
| 76      | 2005          | Monza                         | Juan Pablo Montoya (McLaren-Mercedes)             | Fernando Alonso (Renault)                            | Giancarlo Fisichella (Renault)                                          | Juan Pablo Montoya (McLaren-Mercedes)               | Kimi Räikkönen (McLaren-Mercedes)                                  |
| 77      | 2006          | Monza                         | Michael Schumacher (Ferrari)                      | Kimi Räikkönen (McLaren-Mercedes)                    | Robert Kubica (BMW Sauber)                                              | Kimi Räikkönen (McLaren-Mercedes)                   | Kimi Räikkönen (McLaren-Mercedes)                                  |
| 78      | 2007          | Monza                         | Fernando Alonso (McLaren-Mercedes)                | Lewis Hamilton (McLaren-Mercedes)                    | Kimi Räikkönen (Ferrari)                                                | Fernando Alonso (McLaren-Mercedes)                  | Fernando Alonso (McLaren-Mercedes)                                 |
| 79      | 2008          | Monza                         | Sebastian Vettel (Toro Rosso-Ferrari)             | Heikki Kovalainen (McLaren-Mercedes)                 | Robert Kubica (BMW Sauber)                                              | Sebastian Vettel (Toro Rosso-Ferrari)               | Kimi Räikkönen (Ferrari)                                           |
| 80      | 2009          | Monza                         | Rubens Barrichello (Brawn-Mercedes)               | Jenson Button (Brawn-Mercedes)                       | Kimi Räikkönen (Ferrari)                                                | Lewis Hamilton (McLaren-Mercedes)                   | Adrian Sutil (Force India-Mercedes)                                |
| 81      | 2010          | Monza                         | Fernando Alonso (Ferrari)                         | Jenson Button (McLaren-Mercedes)                     | Felipe Massa (Ferrari)                                                  | Fernando Alonso (Ferrari)                           | Fernando Alonso (Ferrari)                                          |
| 82      | 2011          | Monza                         | Sebastian Vettel (Red Bull-Renault)               | Jenson Button (McLaren-Mercedes)                     | Fernando Alonso (Ferrari)                                               | Sebastian Vettel (Red Bull-Renault)                 | Lewis Hamilton (McLaren-Mercedes)                                  |
| 83      | 2012          | Monza                         | Lewis Hamilton (McLaren-Mercedes)                 | Sergio Pérez (Sauber-Ferrari)                        | Fernando Alonso (Ferrari)                                               | Lewis Hamilton (McLaren-Mercedes)                   | Nico Rosberg (Mercedes)                                            |
| 84      | 2013          | Monza                         | Sebastian Vettel (Red Bull-Renault)               | Fernando Alonso (Ferrari)                            | Mark Webber (Red Bull-Renault)                                          | Sebastian Vettel (Red Bull-Renault)                 | Lewis Hamilton (Mercedes)                                          |
| 85      | 2014          | Monza                         | Lewis Hamilton (Mercedes)                         | Nico Rosberg (Mercedes)                              | Felipe Massa (Williams-Mercedes)                                        | Lewis Hamilton (Mercedes)                           | Lewis Hamilton (Mercedes)                                          |
| 86      | 2015          | Monza                         | Lewis Hamilton (Mercedes)                         | Sebastian Vettel (Ferrari)                           | Felipe Massa (Williams-Mercedes)                                        | Lewis Hamilton (Mercedes)                           | Lewis Hamilton (Mercedes)                                          |
| 87      | 2016          | Monza                         | Nico Rosberg (Mercedes)                           | Lewis Hamilton (Mercedes)                            | Sebastian Vettel (Ferrari)                                              | Lewis Hamilton (Mercedes)                           | Fernando Alonso (McLaren-Honda)                                    |
| 88      | 2017          | Monza                         | Lewis Hamilton (Mercedes)                         | Valtteri Bottas (Mercedes)                           | Sebastian Vettel (Ferrari)                                              | Lewis Hamilton (Mercedes)                           | Daniel Ricciardo (Red Bull-Renault)                                |
| 89      | 2018          | Monza                         | Lewis Hamilton (Mercedes)                         | Kimi Räikkönen (Ferrari)                             | Valtteri Bottas (Mercedes)                                              | Kimi Räikkönen (Ferrari)                            | Lewis Hamilton (Mercedes)                                          |
| 90      | 2019          | Monza                         | Charles Leclerc (Ferrari)                         | Valtteri Bottas (Mercedes)                           | Lewis Hamilton (Mercedes)                                               | Charles Leclerc (Ferrari)                           | Lewis Hamilton (Mercedes)                                          |
| 91      | 2020          | Monza                         | Pierre Gasly (AlphaTauri-Honda)                   | Carlos Sainz jr. (McLaren-Renault)                   | Lance Stroll (Racing Point-BWT Mercedes)                                | Lewis Hamilton (Mercedes)                           | Lewis Hamilton (Mercedes)                                          |
| 92      | 2021          | Monza                         | Daniel Ricciardo (McLaren-Mercedes)               | Lando Norris (McLaren-Mercedes)                      | Valtteri Bottas (Mercedes)                                              | Max Verstappen (Red Bull-Honda)                     | Daniel Ricciardo (McLaren-Mercedes)                                |
| 93      | 2022          | Monza                         | Max Verstappen (Red Bull-RBPT)                    | Charles Leclerc (Ferrari)                            | George Russell (Mercedes)                                               | Charles Leclerc (Ferrari)                           | Sergio Pérez (Red Bull-RBPT)                                       |
| 94      | 2023          | Monza                         | Max Verstappen (Red Bull-RBPT)                    | Sergio Pérez (Red Bull-RBPT)                         | Carlos Sainz jr. (Ferrari)                                              | Carlos Sainz jr. (Ferrari)                          | Oscar Piastri (McLaren-Mercedes)                                   |
| 95      | 2024          | Monza                         | Charles Leclerc (Ferrari)                         | Oscar Piastri (McLaren-Mercedes)                     | Lando Norris (McLaren-Mercedes)                                         | Lando Norris (McLaren-Mercedes)                     | Lando Norris (McLaren-Mercedes)                                    |

| Legende   | Legende                                                                                              | Legende                                                     |
| Abkürzung | Klasse                                                                                               | Kommentar                                                   |
| --------- | --- | ----------------------------------------------------------- |
| F1        | Formel 1                                                                                             | Formel-1-Weltmeisterschaft ab 1950                          |
| F2        | Formel 2                                                                                             |                                                             |
| FL        | Formula libre                                                                                        | Fahrzeugklasse in der Regel vom Veranstalter ausgeschrieben |
| SW        | Sportwagen                                                                                           |                                                             |
| TW        | Tourenwagen                                                                                          |                                                             |
| GP        | Grand-Prix-Fahrzeuge                                                                                 |                                                             |
|           | ↓ Durchgehende graue Linien zeigen an, wann in der Geschichte auf einem neuen Kurs gefahren wurde. ↓ |                                                             |
|           | |                                                             |
|           | Einträge mit hellrotem Hintergrund waren keine Läufe zur Automobil- bzw. Formel-1-Weltmeisterschaft. |                                                             |
|           | Einträge mit gelbem Hintergrund waren Läufe zur Europameisterschaft.                                 |                                                             |

1 1950 wurde der 21. Große Preis von Italien ausgetragen, obwohl zuvor erst 19 Grand Prix stattgefunden hatten. Es ist nicht geklärt, wie es zu dieser Zählweise gekommen ist. Möglichkeiten hierfür sind unter anderem, dass man auf die 17 verzichtete, da es sich um eine Unglückszahl handelte, oder dass die für 1940 geplante 17. Auflage trotz der Absage intern mitgezählt wurde.